# Карло Топија
Карло Топија (алб. Karl Topia; између 1338 и 1342—1388) је био арбанашки великаш и кнез, из породице Топија, који је владао деловима данашње Албаније (1359—1388). Последњи владар средњовековне Албаније. Негова задужбина jе манастир Светог Јована Владимира.

## Порекло и породица
Карло Топија је био син Андреје Топије и ванбрачне ћерке напуљског краља Роберта I Анжујског (1309—1343), који су поред њега имали још двоје деце, Доминика и Ђерђа (Ђурђа).
У браку је имао троје деце:
- Ђерђа
- Јелену
- Војсаву

а имао је још двоје или четворо ванбрачне деце:
- Марију
- Никиту
- Тануша
- Лазара

## Живот и владавина
Његова породица је уживала подршку напуљских Анжујаца, а његов деда Тануш (Танусије) је владао облашћу између река Маће и Шкумбе. Њега је 1359. године наследио Карло и активно се укључио у сукобе који су после Душанове (краљ 1331—1346, цар 1346—1355) смрти захватиле Српско царство, првенствено између његовог сина Уроша (1355—1371) и полубрата Симеона (1359—1371). Своју власт на Крoју је проширио 1363. године, а сукоби са Балшићима су отпочели исте године. Он је у пролеће 1364. године заробио Ђурђа I (1362—1378) и посредством Дубровчана је међу њима склопљен мир 1366. године. Пределе јужно од Шкумбе преузима 1367. године, а важну стратешку тачку на Балкану, Драч, заузео је 1368. године и успео је да га задржи, иако га је у пар наврата губио (1376. и 1385). По страним ауторима, он се око 1370. године оженио Војиславом Балшић, ћерком Балше I (1356—1362), али се она не помиње у књигама српских историчара.
Његови интереси на тлу данашње Албаније су се укрштали са интересима Балшића, што је довело до поновних сукоба са њима, у којима је изгубио Драч (1385), иако га је мало пре тога повратио (1383). Уз помоћ Османлија које су у бици на Саурском пољу код Берата 18.09.1385. године победиле и убиле Балшу II (1378—1385), Карло је повратио контролу над Драчом. Већ наредне године, он је 17.08. склопио савез са Млечанима, а понудио им је Драч, у замену за друге поседе на Криту и Еубеји.
Карло Топија је преминуо у јануару 1388. године и сахрањен је у својој задужбини, манастиру светог Јована Владимира код Елбасана. Њега је подигао 1381. године, на темељима старије цркве (о чему сведочи уклесани натпис на грчком, српском и латинском језику) и у њега је пренео мошти српског кнеза Јована Владимира, које су се од средине XIII века налазиле у Драчу.
Наследио га је син Ђерђ (Ђурађ), који је 1392. године предао Драч Млечанима.